# Microscopi electrònic de transmissió d'escaneig

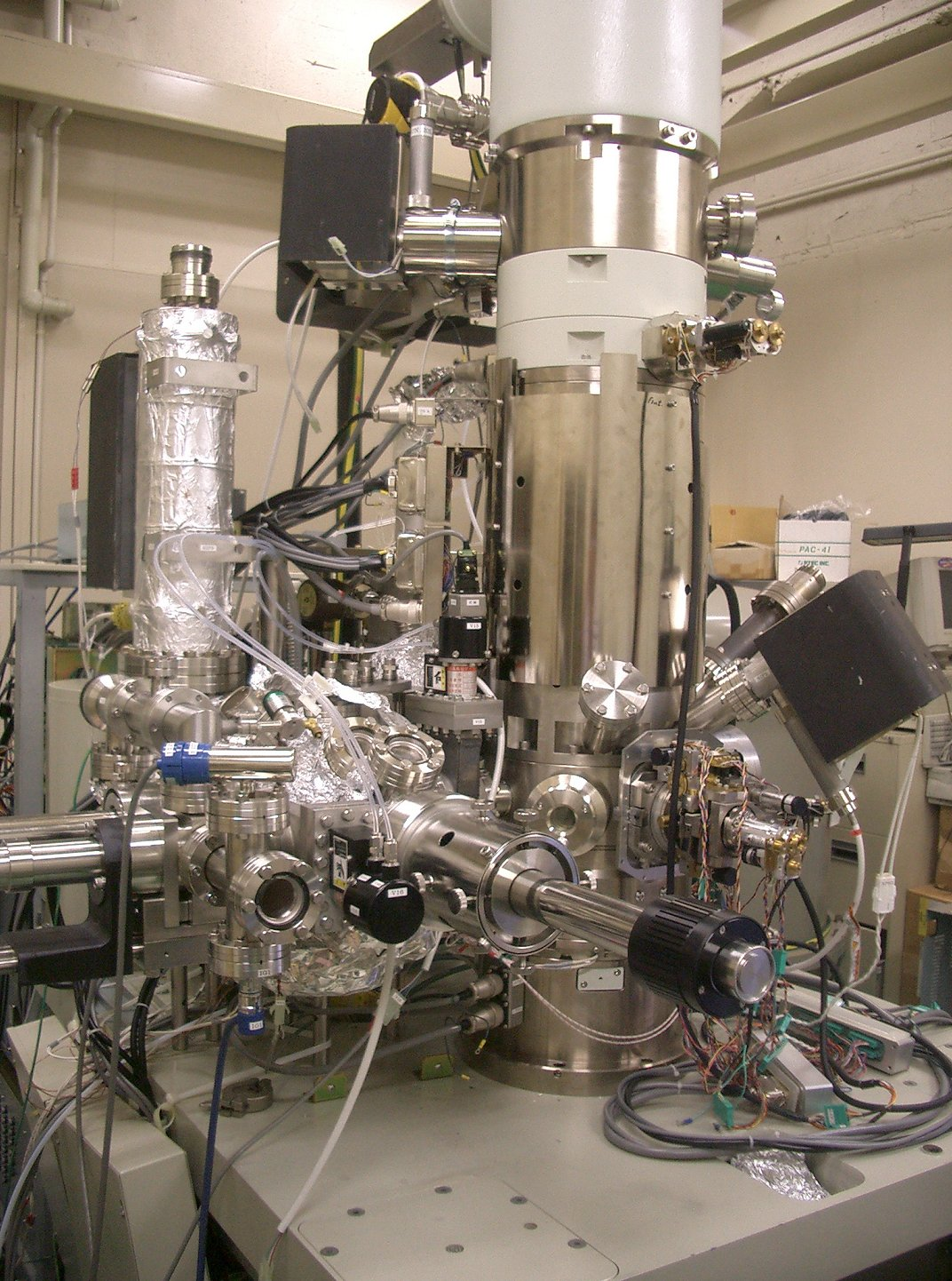
Microscopi electrònic de transmissió d’escaneig d'ultra alt buit.

Un microscopi electrònic de transmissió d’escaneig (STEM, de l'anglès scanning transmission electron microscope) és un tipus de microscopi electrònic de transmissió o TEM amb característiques típiques de microscopis electrònics de rastreig o SEM. Com passa amb un microscopi electrònic de transmissió convencional (CTEM), les imatges estan formades per electrons que passen a través d'una mostra prima. No obstant això, a diferència de CTEM, en la microscopia STEM el feix d'electrons està enfocat en un punt amb una mida típica de 0,05 - 0,2 nm, que s'escaneja sobre la mostra de manera que s'il·lumini en cada punt amb el feix paral·lel a l'eix òptic del microscopi. L'escaneig amb el feix a través de la mostra fa que la tècnica STEM sigui adequada per a tècniques analítiques com ara el mapatge espectroscòpic mitjançant espectroscòpia de raigs X d’energia dispersiva (EDX) o l'espectroscòpia per pèrdua d’energia d'electrons (EELS). Aquests senyals es poden obtenir simultàniament, permetent una correlació directa entre les imatges obtingudes i les dades espectroscòpiques.
Normalment els aparells STEM són microscopis electrònics de transmissió, o microscopis electrònics de rastreig convencionals equipats amb bobines d'exploració addicionals, així com amb els detectors i circuits necessaris, que li permeten canviar entre funcionar com a STEM o com a CTEM; no obstant, també es fabriquen STEM dedicats.
Els microscopis electrònics de transmissió d’escaneig d’alta resolució requereixen ambients ambients excepcionalment estables. Per obtenir imatges de resolució atòmica amb STEM, els nivells de vibració, les fluctuacions de temperatura, les ones electromagnètiques i les ones acústiques han d'estar controlats en la sala on s'allotja el microscopi.